# Segno (Predaia)
Segno (Ségn in noneso) è una frazione del comune di Predaia in provincia autonoma di Trento.

## Storia
Segno è stato comune autonomo fino al 1928, anno in cui venne aggregato a Taio.

## Monumenti e luoghi d'interesse
- Chiesa della Natività di Maria, attestata nel 1327.[5]
- Museo Padre Eusebio Chini, dedicato al missionario gesuita Eusebio Francesco Kino[6]

## Galleria d'immagini

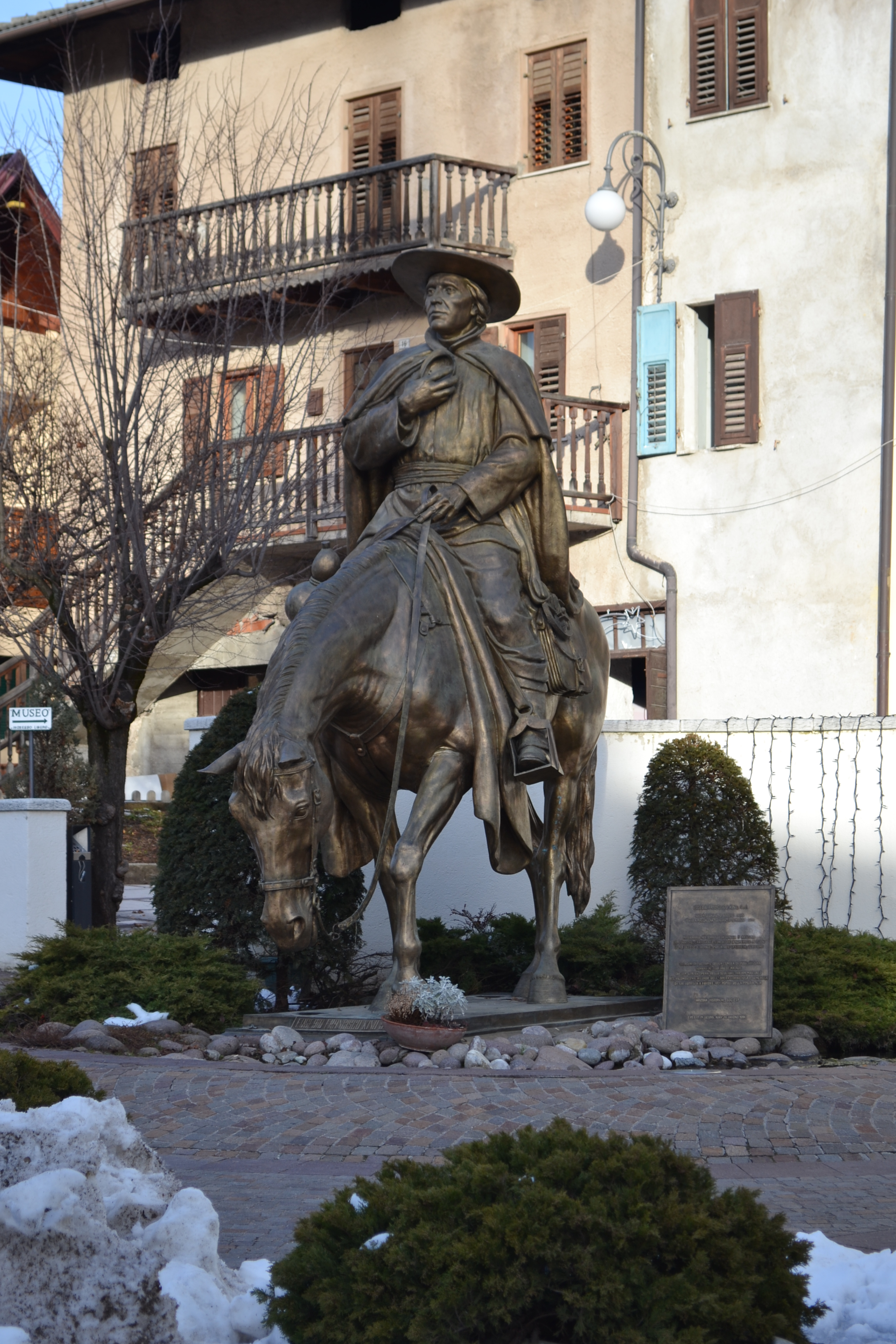
Statua di Eusebio Francesco Chini a Segno
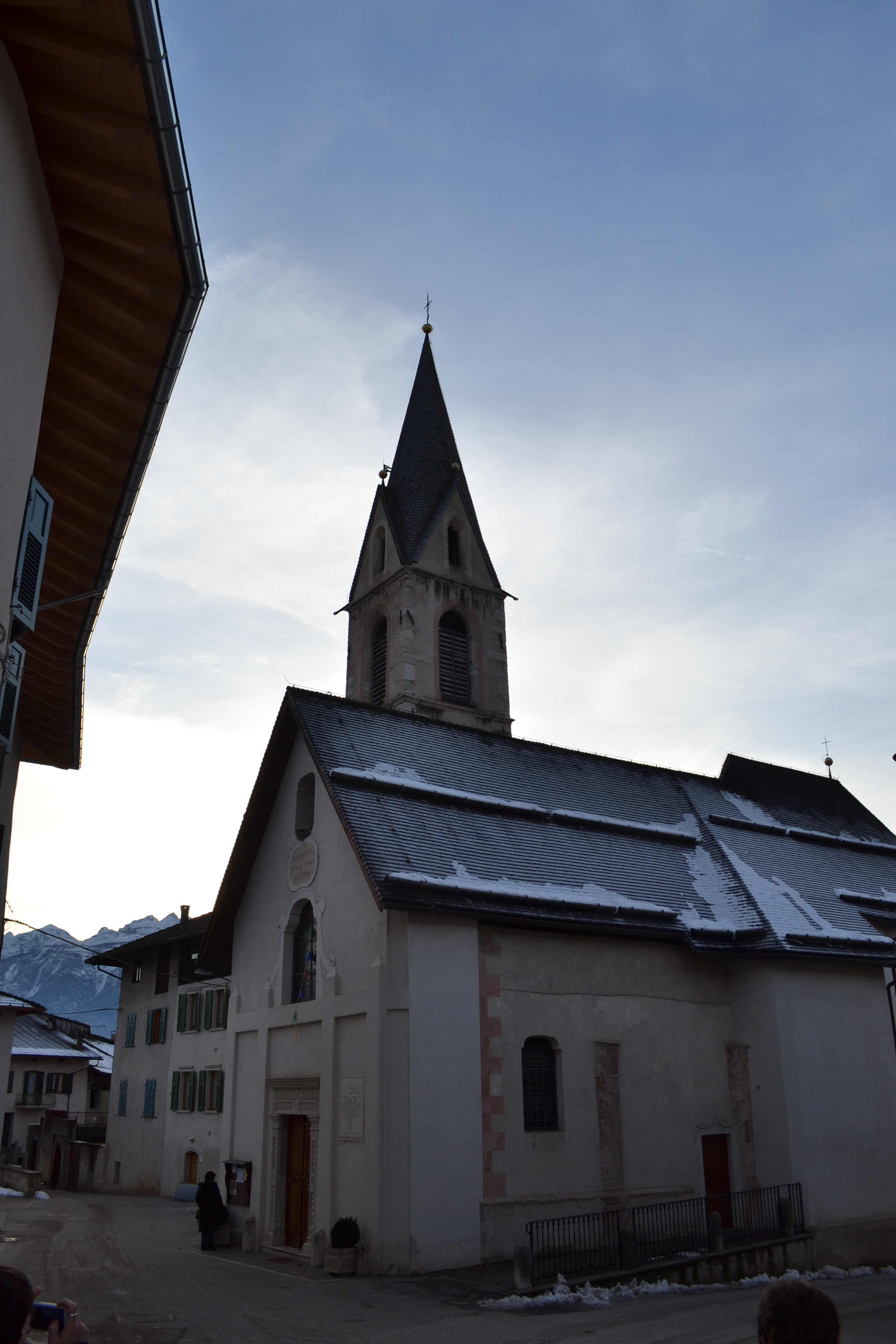
Chiesa della Natività di Maria a Segno